# Campeonato Cearense Serie C 2025
El Campeonato Cearense de Serie C 2025 fue la 22.ª edición del torneo organizado por la Federação Cearense de Futebol. El torneo comenzó el 28 de junio de 2025 y finalizó el 17 de agosto del mismo año.
La competencia otorgó dos plazas a la Serie B 2026. En total, cuatro equipos participaron en esa edición.

## Participantes
| Equipo                  | Estadio (capacidad)  |
| ----------------------- | -------------------- |
| Crateús Esporte Clube   | Juvenal Melo (6.000) |
| Esporte Clube Limoeiro  | Bandeirão (5.000)    |
| Guarany Sporting Club   | Junco (10.000)       |
| Vila Real Futebol Clube | Junco (10.000)       |

## Primera fase
| Pos. | Equipo           | Pts. | PJ | G | E | P | GF | GC | Dif. | Clasificación 2025                                      |
| ---- | ---------------- | ---- | -- | - | - | - | -- | -- | ---- | ------------------------------------------------------- |
| 1    | Crateús          | 13   | 6  | 4 | 1 | 1 | 7  | 4  | +3   | Clasificados a la final y ascendidos a la Serie B 2026. |
| 2    | Guarany          | 9    | 6  | 2 | 3 | 1 | 6  | 4  | +2   | Clasificados a la final y ascendidos a la Serie B 2026. |
| 3    | Vila Real        | 8    | 6  | 2 | 2 | 2 | 5  | 3  | +2   |                                                         |
| 4    | Esporte Limoeiro | 2    | 6  | 0 | 2 | 4 | 2  | 9  | −7   |                                                         |

Actualizado a los partidos jugados el 2 de agosto de 2025.
 Fuente: FCF

## Fixture
- La hora de cada encuentro corresponde al huso horario correspondiente al Estado de Ceará (UTC-3).

| Guarany | 2 - 1 | Esporte Limoeiro | Junco        | 28 de junio | 17:00 |
| Crateús | 1 - 0 | Vila Real        | Juvenal Melo | 29 de junio | 15:30 |

| Vila Real        | 1 - 1 | Guarany | Junco     | 5 de julio | 17:00 |
| Esporte Limoeiro | 1 - 2 | Crateús | Bandeirão | 6 de julio | 15:30 |

| Guarany          | 2 - 0 | Crateús   | Junco     | 12 de julio | 17:00 |
| Esporte Limoeiro | 0 - 3 | Vila Real | Bandeirão | 13 de julio | 15:30 |

| Vila Real | 0 - 0 | Esporte Limoeiro | Junco        | 19 de julio | 17:00 |
| Cratreús  | 1 - 1 | Guarany          | Juvenal Melo | 20 de julio | 15:30 |

| Guarany  | 0 - 1 | Vila Real        | Junco        | 26 de julio | 17:00 |
| Cratreús | 2 - 0 | Esporte Limoeiro | Juvenal Melo | 27 de julio | 15:30 |

| Esporte Limoeiro | 0 - 0 | Guarany | Bandeirão | 2 de agosto | 17:00 |
| Vila Real        | 0 - 1 | Crateús | Junco     | 2 de agosto | 17:00 |

## Final
| Guarany | 0 - 0 | Crateús | Junco | 9 de agosto | 17:00 |

| Crateús | 1 - 0 | Guarany | Juvenal Melo | 17 de agosto | 15:00 |

## Goleadores
Actualizado el 17 de agosto de 2025.
| Pos. | Jugador | Equipo  | Goles |
| ---- | ------- | ------- | ----- |
| 1    | Aldair  | Guarany | 4     |
| 2    | Ytalo   | Crateús | 3     |
| 3    | Renan   | Crateús | 2     |